# Urie McCleary
Urie McCleary (* 10. Juli 1905 in Arkansas; † 12. Dezember 1980 in Los Angeles, Kalifornien) war ein US-amerikanischer Art Director und Szenenbildner, der zweimal den Oscar für das beste Szenenbild gewann und weitere viermal in dieser Kategorie nominiert war.

## Biografie
McCleary begann 1929 bei The Last of Mrs. Cheyney als Associate Art Director und war im Laufe seiner über vierzigjährigen Tätigkeit in der Filmwirtschaft Hollywoods an der Erstellung von fast siebzig Filmen beteiligt.
Bei der Oscarverleihung 1942 erhielt er zusammen mit Cedric Gibbons und Edwin B. Willis für den Farbfilm Blüten im Staub (1941) seinen ersten Oscar für das beste Szenenbild.
Danach folgten vier weitere Nominierungen in dieser Kategorie und zwar 1946 mit C. Gibbons, E.B. Willis und Mildred Griffiths für Kleines Mädchen, großes Herz (1944), 1954 mit C. Gibbons, E.B. Willis und Jack D. Moore für den Farbfilm Die Thronfolgerin (1953), 1958 mit William A. Horning, E.B. Willis und Hugh Hunt für Das Land des Regenbaums (1957) sowie 1966 mit George W. Davis, Henry Grace und Charles S. Thompson für den Schwarzweißfilm Träumende Lippen (1965).
Bei der Oscarverleihung 1971 erhielt er gemeinsam mit Gil Parrondo, Antonio Mateos und Pierre-Louis Thévenet seinen zweiten Oscar für das beste Szenenbild in dem Kriegsfilm Patton – Rebell in Uniform (1970).
Im Laufe seiner Karriere arbeitete er mit bekannten Filmregisseuren wie Burt Kennedy, Richard Thorpe, Stanley Donen, Mervyn LeRoy, Richard Brooks, Clarence Brown, George Sidney, Edward Dmytryk, Guy Green und Franklin J. Schaffner zusammen.

## Filmografie (Auswahl)
- 1929: The Last of Mrs. Cheyney
- 1929: Madame X
- 1937: Seekadetten (Navy Blue and Gold)
- 1938: Teufelskerle (Boys Town)
- 1939: Auf in den Kampf (Stand Up and Fight)
- 1937: Tarzan und sein Sohn (Tarzan Finds a Son!)
- 1939: Remember?
- 1940: Ihr erster Mann (Waterloo Bridge)
- 1940: Escape
- 1940: Flight Command
- 1941: Blüten im Staub (Blossoms in the Dust)
- 1941: Tödlicher Pakt (Unholy Partners)
- 1942: Mrs. Miniver
- 1942: Stand by for Action
- 1944: An American Romance
- 1944: Kleines Mädchen, großes Herz (National Velvet)
- 1945: Mann ohne Herz (Adventure)
- 1947: Der Windhund und die Lady (The Hucksters)
- 1947: Desire Me
- 1948: Der beste Mann (State of the Union)
- 1949: Der geheime Garten (The Secret Garden)
- 1949: Hoher Einsatz (Any Number Can Play)
- 1950: Drei kleine Worte (Three Little Words)
- 1952: Geborgtes Glück (Invitation)
- 1952: Pat und Mike (Pat and Mike)
- 1952: Schiff ohne Heimat (Plymouth Adventure)
- 1953: Die Thronfolgerin (Young Bess)
- 1953: Küß mich, Kätchen! (Kiss Me Kate)
- 1954: Eine Braut für sieben Brüder (Seven Brides for Seven Brothers)
- 1955: Jupiters Liebling (Jupiter's Darling)
- 1955: Tyrannische Liebe (Love Me or Leave Me)
- 1956: Viva Las Vegas (Meet Me in Las Vegas)
- 1957: Flucht vor dem Galgen (The Hired Gun)
- 1957: Das Land des Regenbaums (Raintree Country)
- 1957: Geh nicht zu nah ans Wasser (Don't Go Near the Water)
- 1958: Die Katze auf dem heißen Blechdach (Cat on a Hot Tin Roof)
- 1958: Verdammt sind sie alle (Some Came Running)
- 1959: Immer die verflixten Frauen (Ask Any Girl)
- 1959: Eine tolle Nummer (It Started with a Kiss)
- 1960: Insel der Sadisten (Platinum High School)
- 1960: Die Kellerratten (The Subterraneans)
- 1960: Telefon Butterfield 8 (BUtterfield 8)
- 1961: Der Fehltritt (Two Loves)
- 1962: Die vier apokalyptischen Reiter (The Four Horsemen of the Apocalypse)
- 1962: Süßer Vogel Jugend (Sweet Bird of Youth)
- 1962: Zwei Wochen in einer anderen Stadt (Two Weeks in Another Town)
- 1963: Vater ist nicht verheiratet (The Courtship of Eddie's Father)
- 1963: Der Preis (The Price)
- 1964: Ich wär' so gerne verliebt (Looking for Love)
- 1965: Nebraska (The Rounders)
- 1965: … die alles begehren (The Sandpiper)
- 1965: Träumende Lippen (A Patch of Blue)
- 1966: Dominique – Die singende Nonne (The Singing Nun)
- 1967: Doktor – Sie machen Witze! (Doctor, You've Got to Be Kidding!)
- 1967: Duell der Gringos (The Last Challenge)
- 1968: Als das Licht ausging (Where Were You When the Lights Went Out?)
- 1968: Bullen – wie lange wollt ihr leben? (The Split)
- 1970: Patton – Rebell in Uniform (Patton)